# 大海赫
大海 赫（おおうみ あかし 1931年1月12日 - 男性）は日本の児童文学作家。イラストレーターとして挿絵も兼任。人間心理のダークサイドをえぐる作品を書く。

## 来歴
東京都港区新橋生まれ。生家はファーストホテルヨシカワの正面にあった。3歳でぜんそくをわずらい、学校行事どころか朝礼もなかなか出席できなかった。兄弟も二人は乳児の時、一人は27歳で亡くなっている。食肉加工業者の父と異なる仕事につきたいと考え、将来の夢が小学生の時は漫画家だったが、16歳の時に作家を目指す。早稲田大学第一文学部仏文科でブレーズ・パスカル、大学院ではアンリ・ベルクソンに傾倒する。
卒業後は就職したくなく、神奈川県横浜の下宿先の大家がたまたま書道塾を兼業しており、ふとしたはずみでここを利用して学習塾を営むことになった。教え子たちのリクエストがきっかけで童話を書く事になり、日本童話会で「童話」誌に1966年「くいのこしの話」を発表。次作「あなたのエラサはなんポッチ?」が小学館から評価され、童話執筆に没頭する。当時早大童話会を中心に、斬新な人気作家を多数輩出していた坪田譲治門下は「子供にこびた作品のようで、好きではなかった」と語る。
マイナーな作風で寡作のため「幻の童話作家」と呼ばれ、「賞には縁がない」と語っていたが、2005年に日本児童文芸家協会より児童文化功労賞を受賞。
東京都府中市是政在住後、多摩市落合1-2-3で リサイクルショップ魔女 を経営、、2008年より茨城県鉾田市に転居。

## 主な作品

### 作風
- 自分の童話の原点は芥川龍之介と「ガリバー旅行記」だと語る。
- 大半の作品は、文章のみならず挿絵も自ら手がけ、挿絵には切り絵や版画も使用する。絵・話とも強力な異形さを放ち、作品が評論される際「トラウマ」の言葉が使われる事が多い。作者公式サイトでも、こうした異形の画を多数鑑賞することができる。以下挿絵について、特筆していないものは大海によるが、『ドコカ』の書体を変えた手紙や、『ベンケーさん』の点描は、妻の代筆も入っているという。
- 80年代以降は作風がややソフトになっている。

### 商業誌掲載
- こんにちは!バリカンかいじゅう（小学二年生、1968年）
- トトカカ島のふしぎ（小学二年生、1968年）
- ウリリとフララぼうや（小学二年生、1968年）
- みりくんとぽぽ（1年の学習、1969年）
- 大きくなったらなにになる(1年の学習・科学読み物特集号、学習研究社 1972年)
- ベンケーさんのおかしな発明（2年の学習、1976年）
- あなたのエラサはなんポッチ?（5年の学習、1980年）

### 書籍刊行（ブッキング以前）
一部の作品では、世界観の全てまたは一部が共通している。▼印はブッキングによる復刻対象作品。復刻版のデザインは初版と極力同じになっているが、初版から復刻までのいきさつを記した帯やあとがきの追加、差別用語の書き換えなどが行われている。
- クロイヌ家具店（理論社、1973年）▼
  - 書籍デビュー作。大石真が生原稿を読み、理論社を紹介したとの事で、以後大石とは一時期交友関係があった。架空の日本の町 ニジノ市随一のクロイヌ家具店は、素晴らしい手作りの椅子を揃えているが、そこで作られた椅子に座っていると死に至る、家具店のビルの地下から子供の鳴き声が夜な夜な聞こえるという黒い噂がある。庭のシイの老木に愛用の椅子を取られてしまった少年は一人で新しい椅子を求めに行くが・・・
- ビビを見た!（理論社、1974年）▼
  - 生まれつき全盲の少年が、巨人に追いかけられる緑の少女ビビ（語源は美々）に出会うという衝撃的な内容で、こちらは理論社の創業者である小宮山量平が刊行に協力した。当時の販売部数は悪かったものの、小学校の図書室に置かれた所「ボロボロになるまで繰り返し読んだ」というファンレターが多数届いた。現在は大海・読者とも最高傑作に推する声が高い。よしもとばななは幼少時に片目がよく見えなかったため（#外部リンク参照）、この作品を当時読んだ時も、39歳で読み直した時も衝撃を受けたと言う。年に一度、大海とファン有志で行われる交流会は「ビビを見た会」と名づけられており、大海「ビビを見たか?」ファン「ビビを見た!」の掛け合いで始まる。
- ドコカの国にようこそ!（童心社、1975年）▼
  - 作品の舞台となるニジノ市は「ビビ」に登場した町。怖い要素がたくさんある
- ベンケーさんのおかしな発明（小峰書店、1976年）▼
- よいさよいさ（作:山田野理夫、太平出版社、1976年）
  - 日本各地に伝わる妖怪伝説を収録した短編集。大海にしては珍しく、挿絵のみを担当。
- メキメキえんぴつ（太平出版社、1976年）▼
  - 表題作は「ボスというえんぴつ」（「小学一年生」1979年7月号）の書き直し。
- ベンケーさんのしゃぼんだま（小峰書店、1978年）
  - タイトルから判る通り「おかしな発明」の続編。「おかしな発明」の途中で登場した設定が使われている。ただし他2作は複数のエピソードが入っていたが、この本は1本のみ。
- せかいのブタ、ばんざい！（太平出版社、1980年）▼
- あくまびんニココーラ（太平出版社、1981年）▼
- びんの中の子どもたち（偕成社、1983年）▼挿絵はオリジナルがスズキコージ、ブッキング復刻が大海。
  - びんをテーマにした話は、大海がよく使うテーマのひとつ。
- ねことビンボケ大戦争（スズキコージ、偕成社、1983年）
  - 主人公が「びんの中の子どもたち」と同じ。ただし名前の表記やストーリーの主眼は異なる。
- あなたのエラサはなんポッチ?（教文館、1984年）
  - 本作はアンソロジーなどに何度も収録されており、複数の書籍で目にする機会が多い。
- ランドセルは魔女（タケカワ・コウ、サンリード、1984年）
- パンツとんでけ!（山内ジョージ、PHP研究所、1984年）
- ベンケーさんのおかしなロボット（小峰書店、1986年）
  - ベンケーさんシリーズ第三弾。
- オビビーゴザイマス!（教育画劇、1987年）
- のこのこ村の車たち（偕成社、1991年）

### 書籍刊行（ブッキング）
大海やよしもとは、初期作品の復刻をあちこちの出版社に働きかけたが、どこでも断られ、大海も欝状態で作品が書けなくなっていたと言う。だが復刊ドットコムにおいて、かつての読者からリクエストが寄せられ、2004年には最多投票数を集めた事で、ブッキングから復刻や新作の刊行が実現した。ブッキングによる新作は以下の通り。
- ママが六人???
  - 公式サイトの冒頭に掲載されている帽子をかぶった少年は、本作のゲストキャラ。
- 白いレクイエム（西岡千晶/西岡兄妹）
  - 1979年に書いた没作品が新規出版されたもの。
- 童話ガイコ
  - 同じく1968年の没作品「ガイコちゃん」の新規出版。
- チミモーリョーの町
  - 副題は「クロイヌ家具店 続編」。

## プライベート
- 府中市在住時代、多摩センター駅近くで古本屋、続いて「リサイクルショップ魔女」（この表記が正式名称）を開き、この店の前を偶然通りかかった事で、子供のころ読んでいたあの作者の店だと知ったファンも多い。ただし茨城転居時後、他の人物に経営を譲渡している。
- サイン会はこれまで少なくとも6回行ったとの事。
- 50歳で洗礼を受けたクリスチャンで、府中市在住時代は八王子の教会に通っていた。教会で自作の紙芝居を披露した事もある。
- 音楽も趣味で、オカリナや電子楽器を使う。
- 文章で自己紹介をする際「さあさあ、御用とお急ぎでない方は…」と、講壇調のイントロをよく使う。
- ソーシャルネットワークシステムのmixiには「骨皮筋衛門」のハンドルネームで参加。作品愛好団体「大海 赫の本」コミュニティ(ID:23612)は大海自身が管理し、参加者は2010年現在400名弱に達している。
- 2006年1月に交通事故に遭遇、足を骨折のため手術した。2009年には白内障による眼内レンズ手術を行う。
- 家族は妻と犬で、妻とも長年の良好な関係にある。ただし犬は妻の希望で飼っているもので、大海自身は犬が好きでないと語る。